# نوریانگ (فیلم)
نوریانگ (انگلیسی: Noryang; کره‌ای: 노량: 죽음의 바다) یک فیلم اکشن جنگی محصول سال ۲۰۲۳ کره جنوبی و دنبالهٔ دریاسالار: امواج خروشان (۲۰۱۴) و هانسان: خیزش اژدها (۲۰۲۲) است. این فیلم نبرد تاریخی نوریانگ را به تصویر می‌کشد که آخرین نبرد بزرگ در تهاجم ژاپن به کره (۱۵۹۸–۱۵۹۲) بود. این فیلم در ۲۰ نوامبر ۲۰۲۳ منتشر شد.

## بازیگران
- کیم یون سوک در نقش یی سون شین[۴]
- بک یون شیک در نقش شیمازو[۴]
- جونگ جه یونگ در نقش چن لین[۴]
- هو جون هو در نقش دنگ زیلونگ[۴]
- یو جین گو (حضور افتخاری)[۷]
- لی جه هون در نقش جوانی گوانگ هه[۸]